# Ataque de Tel-Aviv de 2019
El ataque de Tel-Aviv de 2019 fue un ataque con cohetes ocurrió el 14 de marzo de 2019, cuando se lanzaron dos cohetes desde la Franja de Gaza hacia Tel Aviv. El incidente es el primer ataque con cohetes contra Tel-Aviv en el conflicto israelí-palestino desde la guerra de Gaza en 2014.

## Eventos
A las 21:07 IST del jueves 14 de marzo de 2019, se lanzaron dos cohetes de largo alcance desde la Franja de Gaza hacia Tel Aviv. Las sirenas empezaron a sonar y el sistema de defensa de misiles, Iron Dome, se activó para interceptar los cohetes. Las Fuerzas de Defensa de Israel informaron originalmente que uno de los cohetes fue interceptado pero luego reconoció que ninguno de los cohetes fue derribado y aterrizó en áreas despobladas. La policía de Israel encontró los restos de un cohete en Holon, una ciudad cerca de Tel Aviv.  No se reportaron víctimas ni daños a la propiedad. Israel informó más tarde que los dos cohetes fueron lanzados por error.
Pocas horas después del ataque, Israel anunció el lanzamiento de contraataques en la Franja de Gaza. El ejército israelí se enfocó en la ciudad de Khan Yunis ubicada a 24 kilómetros (15 millas) al sur de la ciudad de Gaza. Israel informó que atacó 100 objetivos que, según el ejército, incluían "un sitio subterráneo de fabricación de cohetes y un centro de desarrollo de aviones no tripulados". Cuatro personas resultaron heridas en el ataque. Hamás había evacuado sus edificios a la espera de un ataque de represalia israelí.
Tras el contraataque israelí al día siguiente, se lanzaron seis cohetes más desde Gaza hacia ciudades a lo largo de la frontera. El Iron Dome pudo interceptar cinco de los cohetes en la segunda descarga. Los combates se calmaron a las 08:00 IST del viernes 15 de marzo. Sin embargo, los organizadores de las manifestaciones en la frontera de Gaza, Marcha del retorno anunciaron que las protestas del día se cancelaron debido a preocupaciones de seguridad. Esta fue la primera vez que se cancelaron las demostraciones semanales desde que comenzaron el 30 de marzo de 2018.
Yael Eckstein, presidente de la Fraternidad Internacional de Cristianos y Judíos, escribió sobre los sentimientos de los padres en Israel que tienen que estar preparados "para despertarse en segundos, agarrar a sus hijos y huir para refugiarse en la advertencia de 30 a 90 segundos". Tienen antes de los ataques con misiles.